# Sân bay El Loa
Sân bay El Loa (IATA: CJC, ICAO: SCCF) là một sân bay Calama, Chile. Sân bay này có một đường băng dài 2889 m bề mặt nhựa đường.

## Các hãng hàng không và các tuyến điểm
Hiện có các hãng hàng không sau đang hợt động tại sân bay này:
- LAN Airlines (Antofagasta, Arica, Iquique, Santiago)
- Sky Airline (Antofagasta, Arica, Copiapó, Iquique, Santiago)